# La nube della non-conoscenza
La nube della non-conoscenza (in inglese medio: The Cloude of Unknowyng) è una guida spirituale pratica scritta nel XIV secolo da un anonimo scrittore inglese.
È considerato da alcuni uno dei migliori scritti di argomento ascetico e spirituale della sua epoca. La tematica principale che viene trattata è la preghiera contemplativa.
È di notevole interesse il fatto che l'autore si esprima spesso più in termini psicologici che teologici, non disdegnando pure di fare dello spirito e di usare l'ironia, facendo anche tabula rasa senza scrupolo alcuno dei concetti e delle formule tradizionali in materia di vita interiore.
Si tratta in effetti del primo esempio in lingua volgare di guida non schematica, pratica, spontanea, alla vita contemplativa, intesa come vita di preghiera mistica.